# Keshena

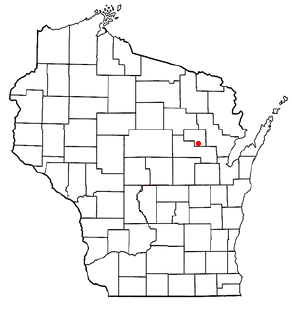
Situation de Kenesha au Wisconsin

Keshena est le siège du comté de Menominee, dans le Wisconsin, aux États-Unis d'Amérique.

## Personnalité
- Alaqua Cox, actrice, a grandi à Keshena